# Selenia centrifasciata
Selenia centrifasciata là một loài bướm đêm trong họ Geometridae.